# Молодинки
Молодинки — деревня, расположенная на территории Коломенского городского округа Московской области. Население — 60 чел. (2010).

## Расположение
Деревня Молодинки расположена примерно в 28 км к востоку от города Коломны. Ближайшие населённые пункты — деревни Новопокровское и Горки. Вблизи деревни Молодинки протекает река Цна. В разные времена на территории деревни располагались церковь с кладбищем, детский сад, клуб. 

## Население
| 2002 | 2006 | 2010 |
| ---- | ---- | ---- |
| 70   | ↗73  | ↘60  |